# Нежеголь
Нежеголь — невелика річка в Бєлгородській області Росії, притока Сіверського Дінця. Застаріла назва «Нежегаль».

## Опис
Довжина річки становить 75 км, площа басейну 2878 км². Витік річки розташований 50°39′ пн. ш. 37°22′ сх. д. / 50.650° пн. ш. 37.367° сх. д. в Шебекінському районі Бєлгородської області. На річці Нежеголь в 6 кілометрах від її гирла розташоване місто Шебекіно. Витрата води за 3 км від гирла становить 8,3 м ³/сек. Нежеголь впадає в Сіверський Донець за 97 км від його витоку.
Живлення річки переважно снігове, перші кілька кілометрів річки від витоку пересихають в літній час.
На річці біля с. Стрелиця — невелике водосховище площею 75,8 га і обсягом 2,39 млн.куб.м.

### Притоки (км від гирла)
- 10 км: річка Корєнь
- 21 км: річка Короча
- 37 км: річка Вільховий Яр
- 42 км: річка Заморний Яр
- річка Нежелек

## Клімат місцевості
| Клімат Шебекінського району | Клімат Шебекінського району | Клімат Шебекінського району | Клімат Шебекінського району | Клімат Шебекінського району | Клімат Шебекінського району | Клімат Шебекінського району | Клімат Шебекінського району | Клімат Шебекінського району | Клімат Шебекінського району | Клімат Шебекінського району | Клімат Шебекінського району | Клімат Шебекінського району | Клімат Шебекінського району |
| Показник                    | Січ.                        | Лют.                        | Бер.                        | Квіт.                       | Трав.                       | Черв.                       | Лип.                        | Серп.                       | Вер.                        | Жовт.                       | Лист.                       | Груд.                       | Рік                         |
| Середній максимум, °C       | −2,9                        | −2,8                        | 2,9                         | 13,4                        | 20,7                        | 23,9                        | 26,0                        | 25,3                        | 18,7                        | 11,2                        | 2,0                         | −2,5                        | 11,3                        |
| Середня температура, °C     | −6,2                        | −6                          | −0,4                        | 9,0                         | 15,7                        | 19,4                        | 21,8                        | 21,3                        | 15,2                        | 8,0                         | −0,3                        | −5,5                        | 7,7                         |
| Середній мінімум, °C        | −9,9                        | −9,7                        | −4                          | 4,1                         | 9,8                         | 14,1                        | 16,8                        | 16,4                        | 11,0                        | 4,7                         | −2,7                        | −8,9                        | 3,5                         |
| Норма опадів, мм            | 52                          | 40                          | 36                          | 46                          | 48                          | 67                          | 72                          | 53                          | 49                          | 40                          | 52                          | 50                          | 605                         |
| --------------------------- | --------------------------- | --------------------------- | --------------------------- | --------------------------- | --------------------------- | --------------------------- | --------------------------- | --------------------------- | --------------------------- | --------------------------- | --------------------------- | --------------------------- | --------------------------- |